# 阿津賀志山防塁
阿津賀志山防塁（あつかしやまぼうるい）は、福島県伊達郡国見町にあった平安時代末期の防塁。二重の堀と三重の土塁で形成されていることから「阿津賀志山二重堀」（あつかしやまふたえぼり）ともいわれる。1189年（文治5年）の阿津賀志山の戦いの主戦場であり、国の史跡に指定されている。

## 概要
この防塁は、宮城県との県境に接し、福島盆地の北端に位置する標高289メートルの阿津賀志山（現・厚樫山）の南麓から、約4キロメートル南下して阿武隈川に近い地点までの田園地帯に所在する。この一帯には、今日も「阿津加志山」「大木戸」「国見」のほか、「堤下」「中島」「遠矢崎」「段ノ越」「上二重堀」「下二重堀」「石田」「元木（もとぎ、本城・元柵）」など軍事施設のあったこと、あるいは、軍事拠点であったことをしのばせる地名が南北に連なる。
1189年（文治5年）の阿津賀志山の戦いの際に、阿津賀志山一帯に立て籠もる奥州藤原氏（大将・藤原国衡）の防御施設として使用された。阿津賀志山中腹から阿武隈川まで約4キロメートルの距離であったと推定され、源頼朝の軍勢が奥州へ攻め入ることを想定して事前に奥州藤原氏が築いていたと思われる。
この一帯は現在も東北本線・国道4号・東北自動車道が平行して通っていることからわかるように、北上するには必ず通らなければならない交通の要衝であり、また、奥州藤原氏の郎党・佐藤基治の本拠地でもあることから、南からの攻撃に対しての平泉守備の最前線基地として奥州藤原氏が重要視していた場所であったと考えられる。
なお、『吾妻鏡』には「口五丈堀」と記載されており、畠山重忠によって埋められたという。

## 調査前の状況
防塁は、東北本線・東北新幹線・国道4号・東北自動車道などに分断され、さらに耕作や用水路などによって地形が相当に改変されてはいるものの、水田畦畔・畑地・果樹園などに断続的に土塁状の地形の高まりや段差を残し、特に大木戸地区と大枝地区では二重の堀跡と三重の土塁がはっきりとわかる遺構が現存している。

## 発掘調査とその成果
1971年（昭和46年）、東北自動車道建設にともなう事前の発掘調査が福島県教育委員会によって行われた。自動車道建設予定地の範囲を調査した結果、厚樫山の南傾斜面中腹で、二重の堀を2メートル前後に掘り、その排土を約1メートル程度に積みあげた三重の土塁跡を検出した。また、西堀の西壁と東堀の東壁との掘り込み部の幅は15メートルにおよび、東土塁には自然石で根固めをしていることも確認された。
1978年（昭和53年）、この地区一帯に圃場整備事業の計画が提示され、その計画が特に南半部の地形を大幅に改変することになってしまうため、翌1979年、福島県教育委員会は緊急発掘調査を実施した。発掘箇所は主として圃場整備実施地区であるが、9地点のトレンチ調査の結果は、一部に一重堀の存在しか検出されなかった地点もあるが、他は二重堀が検出され、二重堀の幅も15メートルであり、堀の深さは浅い箇所でも1.5メートル、深い箇所では2.8メートルにおよび、堀としてはいずれも深く、断面がV字状をなす、いわゆる「薬研堀」であることも1971年の調査同様、確かめられた。
2度にわたる発掘調査および地表観察から、地下で確認された堀や土塁と地上で観察可能な堀や土塁とは、すべてが一様ではないとしても、いずれも攻撃に備えた防塁としての一連の構築物であることは明白であり、堀の層序および遺跡周辺の地名や地形から判断しても、この遺跡が藤原泰衡の防塁跡であることはほぼ間違いないものと考えられる。また、二重堀の堀幅の15メートルは「口五丈堀」の「五丈」におおむね一致しており、これは、文献資料の記載の正確さが考古資料の精査によって裏付けられた事例といえる。

## 史跡指定
以上の調査成果をふまえ、1981年（昭和56年）3月14日、厚樫山頂上から圃場整備除外地を中心に国の史跡に指定され、こののち、可能な限り必要な範囲を段階的に史跡指定して遺跡の保存と活用を図ることとした。